# ماكسويل نيوتن
ماكسويل نيوتن (بالإنجليزية: Maxwell Newton)‏ هو صحفي أسترالي، ولد في 29 أبريل 1929 في برث في أستراليا، وتوفي في 23 يوليو 1990 في نيويورك في الولايات المتحدة.